# 과거를 묻지 마세요 (1959년 영화)
"과거를 묻지 마세요"는 한국에서 제작된 안현철 감독의 1959년 영화이다. 황해 등이 주연으로 출연하였고 전철 등이 제작에 참여하였다.

## 출연

### 주연
- 황해
- 문정숙
- 박노식

## 기타
- 조명: 이한찬
- 녹음: 이경순
- 미술: 백남준